# Víctor García Hoz
Victor Garcia Hoz (Campillo de Aranda, Burgos,1911 - 1998) é um pedagogista espanhol.
Foi o primeiro PhD em Educação das universidades espanholas. Em 1944 ocupou a cadeira de Pedagogia Experimenta e Diferencial na Faculdade de Filosofia e Letras da Universidade de Madrid e, posteriormente, foi Diretor do Instituto de Pedagogia do Conselho Nacional de Pesquisa da Espanha. Foi o fundador e presidente honorário da Sociedade Espanhola de Educação, e diretor do seu jornal, Refrain. Presidiu o Seminário Permanente de Educação Personalizada e foi, desde o início integrante do Órgão de desenvolvimento de escolas. Era membro da Real Academia de Ciências Morais e Políticas.

## Biografia e obra
Nascido em 1911 em Campillo de Aranda (Burgos), sua vida seria inteiramente dedicado à educação. Começou a praticar como professor do ensino rural. Mais tarde tornou-se diretor da Escola Normal Aneja Professores Madrid e professor da Escola de Estudos Penitenciários.
Em 1940 defendeu sua tese de doutorado na Universidade Complutense de Madrid, tornando-se o primeiro doutor em Filosofia, Educação Seção da universidade espanhola. Em 1944 ocupou a cadeira de Pedagogia Experimental e Diferenciada na Faculdade de Letras da Universidade de Madrid. Mais tarde, foi Diretor do Instituto de Pedagogia do Conselho Nacional de Pesquisa, até 1981.
Foi o fundador e presidente honorário da Sociedade Espanhola de Educação e diretor do seu jornal, Bordon. Presidiu o Seminário Permanente de Educação Personalizada e era um membro do Corpo Governante da promoção educacional das escolas desde a sua criação (1963), e membro da Real Academia de Ciências Morais e Políticas.
Víctor García Hoz é considerado uma das figuras mais importantes da pedagogia contemporânea espanhola. O seu trabalho pedagógico ganhou a atenção internacional, sendo um pioneiro da renovação de um movimento pedagógico baseado no conceito de Educação Individualizada, desenvolvidos a partir dos anos sessenta. Em torno deste ponto que focou a maior parte de suas pesquisas, formando um corpo de conhecimentos e estudos de referência necessários. Inventou vários modelos teóricos e práticos e alargou diversas experiências sociais, instituições e níveis de ensino.
Prestou valiosas contribuições no que diz respeito ao uso do Método Experimental na resolução dos problemas educacionais, e sistematização de conhecimentos pedagógicos. Devido ao grande número de pesquisas científicas que realizou, estendeu seus ensinamentos a um grande grupo de professores e seguidores do seu estilo original de fazer.
Publicou cerca de cinquenta livros, muitos traduzidos para outras línguas. Sua mais importante obra é o Educação Personalizada  (concluído em 1997), divididos em trinta e três volumes e realizado em colaboração com os docentes europeus e americanos.

### Obras
- Tratado de educación personalizada (1997)
- Fuerte en la edad avanzada  (1990)
- Educación personalizada (1985)
- La investigación del profesor en el aula (1984)
- La educación en la España del siglo XX (1980)
- Organización y dirección de centros educativos (1975)
- Normas elementales de pedagogía empírica (1970)
- La tarea profunda de educar (1962)
- Principios de pedagogía sistemática ( 1960, com sucessivas edições até 1990)
- Cuestiones de filosofía de la educación (1952)
- El nacimiento de la intimidad (1950)
- Sobre el maestro y la educación (1944)
- Pedagogía de la lucha ascética (1941)
- El concepto de lucha en la ascética española y la educación de la juventud (1940, Tese de Doutorado).

### Sobre García Hoz
- "Victor Garcia Hoz, membro da Real Academia de Ciências Morais e Políticas (Espanha)." Jornal The Sun. Madrid, 1990/06/26.
- Millán Puelles, A.: "Victor Garcia Hoz: in Bordon in memoriam". Jornal da orientação educacional, vol. 51, No. 2, 1999, pp. 195-198. ISSN 0210-5934
- A edição especial da Revista theSpanish de Pedagogia. Ano LVII, n. º 212, de janeiro a abril de 1999. Instituto Europeu de iniciativas educacionais.